# Leonardo Terán
Leonardo Javier Terán Balaustren (Valencia, Estado Carabobo, Venezuela; 9 de marzo de 1993) es un futbolista venezolano que juega como defensa y actualmente se encuentra sin equipo.

## Selección nacional
Formó parte de la selección venezolana de fútbol que disputó el Campeonato Sudamericano de Fútbol Sub-20 de 2013.

### Campeonato Sudamericano Sub-20
| Sudamericano Sub-20 | Sede      | Resultado     | Partidos | Goles |
| ------------------- | --------- | ------------- | -------- | ----- |
| Sudamericano 2013   | Argentina | Primera ronda | 4        | 0     |

## Clubes
| Club                         | País       | Año             | Partidos | Goles |
| ---------------------------- | ---------- | --------------- | -------- | ----- |
| Caracas FC                   | Venezuela  | 2011-2012       | 32       | 0     |
| Deportivo Maldonado          | Uruguay    | 2012            | 14       | 0     |
| Atlético Venezuela (Cesión)  | Venezuela  | 2013            | 16       |       |
| Llaneros de Guanare (Cesión) | Venezuela  | 2013-2014       | 19       | 0     |
| Deportivo Petare (Cesión)    | Venezuela  | 2014-2015       | 24       | 0     |
| ACD Lara                     | Venezuela  | 2015            | 22       | 0     |
| Limón FC                     | Costa Rica | 2016            | 19       | 0     |
| Estudiantes de Mérida        | Venezuela  | 2016 - Presente | 8        |       |